# Ampelisca campensis
Ampelisca campensis is een vlokreeftensoort uit de familie van de Ampeliscidae. De wetenschappelijke naam van de soort is voor het eerst geldig gepubliceerd in 2008 door Valério-Berardo.